# Aulnoy
Aulnoy is een gemeente in het Franse departement Seine-et-Marne (regio Île-de-France). De gemeente telt 370 inwoners (2005). De plaats maakt deel uit van het arrondissement Meaux.

## Geografie
De oppervlakte van Aulnoy bedraagt 14,1 km², de bevolkingsdichtheid is 26,2 inwoners per km².
De onderstaande kaart toont de ligging van Aulnoy met de belangrijkste infrastructuur en aangrenzende gemeenten.

## Demografie
Onderstaande figuur toont het verloop van het inwonertal (bron: INSEE-tellingen).